# Hélène Gillet
Hélène Gillet (geboren um 1604; gestorben nach 1625) wurde bekannt, weil sie ihre Hinrichtung am 12. Mai 1625 überlebte.

## Leben
Eine vollständige Biographie Gillets ist nicht überliefert.
Ihr Vater Pierre Gillet war als königlicher Kastellan von Bourg-en-Bresse eine hochstehende Persönlichkeit und hatte neben ihr weitere Kinder. Für seine Söhne stellte er einen Repetitor/Hauslehrer ein, der Hélène Gillet nachstellte. Die entweder 21- oder 22-Jährige wurde nach Hinweisen auf eine verheimlichte Schwangerschaft untersucht und des Kindesmordes verdächtigt, jedoch zunächst mangels Beweisen freigelassen. Als bald darauf ein Soldat eine Säuglingsleiche in einem Gebüsch auf dem Grundstück entdeckte, wurde Gillet erneut festgenommen und in Dijon vor Gericht gestellt, wo am 6. Februar 1625 das Todesurteil wegen Mordes verhängt wurde. Aufgrund ihres Ranges hatte sie das Privileg, durch das Schwert enthauptet zu werden.
Das Urteil entsprach geltendem Recht. Viermal jährlich wurde das entsprechende Edikt aus der Zeit von Heinrich II. öffentlich verlesen: Die Verheimlichung einer Schwangerschaft war ebenso wie eine Totgeburt ohne Zeugen als Kindstötung zu verurteilen. Gillet war sich dieser vernichtenden Rechtslage bewusst und machte entsprechend widersprüchliche Angaben vor Gericht. Sie habe kaum oder keine Erinnerung mehr an ihre mutmaßliche Vergewaltigung durch den zudringlichen Tutor ihrer Brüder, ebenso wenig wie an die Fehlgeburt.
Die Vollstreckung des Todesurteils am 12. Mai 1625 an der Hinrichtungsstätte Morimont vor den Toren Dijons misslang. Der Scharfrichter Simon Grandjean verfehlte zweimal den Hals von Gillet und flüchtete sich darauf in die Kapelle von Morimont. Seine anwesende Ehefrau versuchte auf eigene Faust das Todesurteil zu vollstrecken, indem sie versuchte, Gillet zu erdrosseln und dann mit einer scharfen Schere zu erstechen. Die aufgebrachte Menschenmenge, die der als ungerecht wahrgenommenen Hinrichtung beiwohnte, geriet angesichts dieser Vorkommnisse außer Kontrolle und lynchte sowohl Simon Grandjean als auch Madame Grandjean. Die schwer verletzte Hélène Gillet wurde zu einem Arzt gebracht und erholte sich wieder.
Da Dijon ohne einen Scharfrichter das festgesetzte Todesurteil nicht vollstrecken konnte und auch das lokale Parlament in einer Sitzungspause war, gab dies Gillets Unterstützern, darunter dem Juristen Charles Fevret (1583–1661), die Gelegenheit, eine Petition an Ludwig XIII. zu senden. Dieser annullierte am 5. Juni 1625 anlässlich der Hochzeit seiner Schwester Henrietta Maria mit Karl I. den Prozess gegen Gillet und hob das Todesurteil auf.
Gillet soll ihr weiteres Leben in einem Bernardinerinnen-Konvent verbracht haben und später gemäß einem Chronisten „sanft und erbaulich“ gestorben sein. Der Schriftsteller Charles Nodier nahm an, sie habe ein Alter von über 90 Jahren erreicht. Nach einem 1782 verfassten Epitaph soll sie hingegen bereits um 1628 infolge eines ärztlichen Behandlungsfehlers gestorben sein; auch die Erklärung zum Epitaph gibt dieselbe Ursache an (« par la faute d'un Médecin »).

« Ci-gît, qui, mal décapitée,

 Fut ensuite mal étranglée,

 Mais que le Médecin Lourdas

 Trois ans après, ne manqua pas. »

„Hier ruht eine, die schlecht enthauptet,

 dann schlecht erwürgt wurde.

 Aber der Arzt Lourdas

 verpasste die Gelegenheit drei Jahre später nicht.“

## Literarische Rezeption
Verschiedene Autoren verarbeiteten und interpretierten die Geschichte: 1782 publizierte Pierre-Antoine de La Place (1707–1793) eine Sammlung von Grabsprüchen, verfasste den Eintrag zu Gillet aber wohl selbst. In den 1820ern und 1830ern wurde die Geschichte verschiedentlich dargestellt und auch weiter ausgeschmückt, darunter auch von Charles Nodier. In Deutschland berichteten verschiedene Publikationen über den lange zurückliegenden Sensationsfall, Julius Eduard Hitzig nahm den Fall in den 1843 in seine Pitaval-Sammlung von Kriminalfällen auf. 1857 erschien ein schmaler Gedichtband über Gillet, und zahlreiche weitere Publikationen erwähnten Gillets Fall seither, wobei meist die Berichte aus der ersten Hälfte des 19. Jahrhunderts als Quelle herhalten. Details der Hinrichtung werden darum mit leichten Unterschieden berichtet, etwa wenn zu den Gründen der Fehlschläge Grandjeans spekuliert wird: Nervosität, Unerfahrenheit mit dem Schwert, der hinderliche Zopf Gillets oder auch ein schlechtes Gewissen angesichts einer unschuldigen Seele sind nur einige der aufgeführten Gründe.
Matthew Gibson stellte 2013 die These auf, Gillet sei eine Phantasiefigur Nodiers gewesen – eine fantastique vraie in Form einer literarisch-historischen Fiktion. Dies machte er an bestimmten Stilmitteln in Nodiers Bericht fest.